# Slick Shoes
Slick Shoes es una banda de pop punk y rock cristiano estadounidense de Antelope Valley, California, formada en 1994. El grupo está compuesto por Ryan Kepke (voz), Joe Nixon (batería), Jackson Mould (guitarra), Jermiah Brown (bajo) y Jordan Mould (guitarra). 
El nombre de la banda proviene de la exitosa película de 1985, Los Goonies; Slick Shoes era uno de los inventos de Data, personaje de la película.

## Historia

### Formación y primeros álbumes (1994 - 2003)
La banda se formó en 1994 y lanzó su primer EP homónimo en 1997 a través del sello discográfico Tooth and Nail Records, y a lo largo de su carrera lanzaron 5 álbumes de estudio (Rusty, Burn Out, Wake Up Screaming, Slick Shoes y Far from Nowhere), cuatro de ellos producidos en Seattle con Tooth and Nail Records y el último con el sello SideOneDummy Records.
También lanzaron un EP en 2000 titulado Slick Shoes/Cooter Split, producido por Fueled by Ramen y un álbum recopilatorio de grandes éxitos titulado The Biggest and the Best, con tres canciones inéditas. La banda también ha participado en el Vans Warped Tour en 2002 y 2003, y después de un período de estancamiento entre 2003 y 2004 los miembros de la misma anunciaron en 2008 que se habían reunido para continuar con una nueva banda llamada Sigmund.
El grupo ha pasado por numerosos cambios de formación en los últimos años, pero el cantante Ryan Kepke y Joe Nixon (batería) han participado en todas las producciones discográficas de Slick Shoes, mientras que Jermiah Brown (bajo) participó en todas excepto en el último álbum, Far from Nowhere, el cual fue el único que no produjeron con Tooth and Nail Records porque su contrato había terminado y la banda sintió la necesidad de un cambio.

### Receso y proyectos (2004-2008)
Luego de la gira en el año 2003 y principios de 2004 para promocionar el álbum Far From Nowhere, Slick Shoes estuvo muy inactivo (incluso su página web fue borrada), y el 7 de octubre de 2006 la banda publicó un comunicado a través de
su página de MySpace acerca de que había comenzado proyecto paralelo llamado Sigmund, y que Slick Shoes estaba en una "pausa indefinida".
Luego de 15 meses, el 3 de enero de 2008, la banda anunció a través de MySpace que había reunido y enviaron un mensaje a través de su sitio en MySpace:

"Hola a todos, buenas noticias. Slick Shoes está de vuelta junto con los miembros originales Ryan Kepke, Jackson Moulde, Joe Nixon, y Jermiah Brown. También hemos añadido el guitarrista Jordan Moulde. A pesar de que no saldremos de gira extensivamente estaremos tocando y esperamos grabar un nuevo disco en un futuro próximo. No se olviden de decirle a sus amigos"

Su primera aparición tuvo lugar de nuevo juntos en Lancaster, California, en diciembre de 2007, con su último show en el Key Club en Hollywood, CA el 10 de abril de 2008.

### Reunión y vuelta a los escenarios (2011 - presente)
En octubre de 2011, luego de 3 años de inactividad, los miembros de Slick Shoes se reunieron y anunciaron su vuelta a los escenarios a través de su página en Facebook. El 11 de diciembre de ese mismo año anunciaron su primer show desde su vuelta para el 11 de marzo de 2012 en Chain Reaction en Anaheim, California.

## Estilo
El estilo musical de Slick Shoes podría ser descrito como rápido y melódico, en ocasiones con un hardcore punk y hardcore melódico. La banda fue particularmente exitosa en la escena del pop punk y rock cristiano en la década de 2000 y finales de los 90 y realizó varias giras con las bandas Face to Face y MxPx.

## Discografía
- Slick Shoes EP (lanzado el 21 de enero de 1997)
- Rusty (lanzado el 24 de junio de 1997)
- Burn Out (lanzado el 7 de julio de 1998)
- Wake Up Screaming (lanzado el 20 de mayo de 2000)
- Slick Shoes/Cooter Split EP (lanzado el 23 de mayo de 2000)
- Slick Shoes (lanzado el 9 de abril de 2002)
- Far From Nowhere (lanzado el 8 de julio de 2003)
- The Biggest and the Best (lanzado el 18 de noviembre de 2003)

### Videoclips
| Año  | Título           | Álbum            |
| ---- | ---------------- | ---------------- |
| 1998 | "Joe's Sick"     | Rusty            |
| 2002 | "Alone"          | Slick Shoes      |
| 2003 | "Now's The Time" | Far from Nowhere |

## Miembros
Miembros actuales
- Ryan Kepke - voz (1994 - 2008)
- Jackson Mould - guitarra (1994 - 2008)
- Jordan Mould - guitarra (1996 - 2008)
- Jermiah Brown - bajo (2003 - 2008)
- Joe Nixon - batería (1994 - 2008)

Antiguos miembros
- Jonah Peterson - guitarra
- Dale Yob - guitarra
- Greg Togawa - bajo
- David Stoltenberg - guitarra
- Kevin Clark - bajo
- Josh Kleven - guitarra
- Bill Lanz - batería